# علم سانت هيلينا
أعتمد علم سانت هيلينا في يوم 4 تشرين الأول - أكتوبر من سنة 1984 . يتكون علم الجزيرة من درع يقع في الجهة اليمنى منه وهو يمثل درع جزيرة سانت هيلينا. على خلفية زرقاء اللون وكما يوجد في الجهة اليسرى العليا من العلم علم المملكة المتحدة.
تعكس ألوان ورموز العلم المعاني الثقافية والسياسية والإقليمية. يمثل زقزاق سانت هيلينا الموجود في الحقل الأصفر هوية الإقليم وهو الطائر الرسمي لسانت هيلانة. أما صليب القديس جورج على السفينة الشراعية ذات الصواري الثلاثة فيرمز بوضوح إلى تبعية الجزيرة لمملكة إنجلترا.

## أعلام مستخدمة في الجزيرة

علم حاكم الجزيرة .
العلم المستخدم في الجزيرة مابين عامي عامي 1874 - 1984 .

## روابط خارجية
- موقع اعلام دول و مناطق العالم باللغة الإنجليزية